# Orde ter Herinnering aan de Tiende Verjaardag van de Eed van het Nationale Revolutionaire Leger
De Orde ter Herinnering aan de Tiende Verjaardag van de Eed van het Nationale Revolutionaire Leger is een ridderorde van de Chinese Republiek en werd op 8 juli 1936 door de Chinese president Chiang Kai-shek ingesteld om officieren te eren met de rang van Generaal-majoor of hoger die een divisie of een nog grotere militaire eenheid hadden aangevoerd en in 1926 in Guangdong een eed hadden afgelegd om China te herenigen. Deze ridderorde kent één enkele graad, "Lint" genoemd.
Toen in 1949 de verslagen Chinese regering naar Taiwan vluchtte, bleef deze onderscheiding daar deel uitmaken van het decoratiestelsel van de Republiek China. De in Peking residerende regering van de Volksrepubliek China verleent deze onderscheiding niet.